# Філіп Ерікссон
Філіп Ерікссон (швед. Filip Ericsson, 25 травня 1882 — 25 грудня 1951) — шведський яхтсмен.
Олімпійський чемпіон 1912 року в класі 10 метрів.